# Kołki (obwód wołyński)

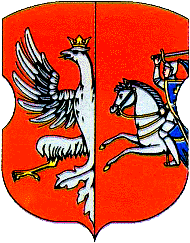
Przedwojenny herb

Kołki (ukr. Колки) – osiedle typu miejskiego w rejonie łuckim obwodu wołyńskiego Ukrainy. Liczy około 3900 mieszkańców, leży nad rzeką Styr, na Wołyniu.

## Historia
Pierwsza wzmianka o miejscowości pochodzi z 1545. Leżała w granicach województwa wołyńskiego Królestwa Polskiego. Za II Rzeczypospolitej miejscowość była siedzibą gminy Kołki w województwie wołyńskim. Status osiedla typu miejskiego posiada od 1940. W 1940 w Kołkach urodził się Tadeusz Piotrowski – polski taternik, alpinista i himalaista, autor książek o tematyce wspinaczkowej.
Podczas okupacji hitlerowskiej, w październiku 1941 roku Niemcy utworzyli getto dla żydowskich mieszkańców. Przebywało w nim około 2500 osób. W październiku 1942 roku Niemcy zlikwidowali getto, a Żydów zamordowali.
W 1943 ośrodek partyzanckiej enklawy (tzw. Republika Kołkowska) utworzonej przez oddziały UPA. Na terenie Republiki Kołkowskiej nacjonaliści ukraińscy po zajęciu Kołek 13 czerwca 1943 dokonali masowej zbrodni na Polakach – spalono około 40 osób w miejscowym drewnianym kościele pw. Wniebowzięcia Najświętszej Marii Panny. W tych zbrodniach w samym miasteczku zginęło łącznie 68 Polaków, 1 Ukrainiec i 6 Rosjan.

## Zabytki
- Zamek w Kołkach[3]
- Cmentarz, na którym znajdują się nagrobki m.in.: księcia Dymitra Czetwertyńskiego-Światopełka z czerwonego granitu, z zachowanym napisem (wytłuszczony):

DOM 
DYMITR XIĄŻE 
ŚWIATOPOLK-CZETWERTYŃSKI
oraz jego żony Zofii Ślizień, z marmuru, z herbami Świat i Pogoń Ruska.